# Filip (téléfilm)
Pour les articles homonymes, voir Filip.
Pour plus de détails, voir Fiche technique et Distribution.
Filip est un téléfilm français réalisé par Laurent Tuel d'après un scénario de Christelle Parlanti, Frédéric Royer et Laurent Tuel.
Cette coproduction de 3e œil productions, MakingProd et TF1 est un biopic qui retrace l'histoire du chanteur Filip Nikolic, leader du boys band français 2Be3, qui a connu le succès durant les années 1990, avant de sombrer dans l'abus de somnifères et de mourir d'un arrêt cardiaque en 2009 à 35 ans.

## Fiche technique
Sauf indication contraire, les informations mentionnées dans cette section peuvent être confirmées par les bases de données cinématographiques  présentes dans la section « Liens externes ».
- Titre français : Filip
- Réalisation : Laurent Tuel[1],[2],[3],[4],[5],[6]
- Scénario : Christelle Parlanti, Frédéric Royer et Laurent Tuel[1],[2],[4],[6]
- Photographie : Christophe Legal[4]
- Production : Pauline Chapatte et Stéphane Drouet[4],[6]
- Sociétés de production : 3e œil productions, MakingProd et TF1[1],[2],[3],[4],[6]
- Pays de production :  France
- Langue originale : français
- Format : couleur
- Genre : biopic
- Durée : 2 × 45 minutes[1],[6]
- Dates de première diffusion :

## Distribution
- Mikaël Mittlestadt : Filip Nikolic
- Sara Mortensen : Valérie Bourdin
- Ophélia Kolb :
- Samuel Labarthe :
- Adrien Truong : Adel Kachermi
- Maël Cordier : Frank Delay

## Production

### Genèse et développement
Cette coproduction de 3e œil productions, MakingProd et TF1 est un biopic qui retrace l'histoire du chanteur Filip Nikolic, leader du boys band français 2Be3, qui a connu le succès durant les années 1990, avant de sombrer dans l'abus de somnifères et de mourir d'un arrêt cardiaque en 2009 à 35 ans,,,,,,.
Le scénario est de la main de Christelle Parlanti, Frédéric Royer et Laurent Tuel, et la réalisation est assurée par Laurent Tuel,,,,,.
La production est assurée par Pauline Chapatte pour 3e œil productions et Stéphane Drouet pour MakingProd,.

### Attribution des rôles
Le 11 mai 2025, le journal Le Parisien annonce que TF1 va consacrer un biopic à Filip Nikolic, leader du boys band français 2Be3 et que son rôle sera tenu par l'acteur Mikaël Mittelstadt, connu pour ses rôles de Greg Delobel dans la série quotidienne Ici tout commence, du soldat Gus dans la série Les Combattantes et de Gilbert Bécaud dans la série Bardot,,.
Le quotidien annonce également que le rôle de Valérie Bourdin, l'épouse de Filip et la mère de leur fille Sasha, sera tenu par l'actrice Sara Mortensen,,. Samuel Labarthe est également au casting.

### Tournage
Le tournage se déroule à partir du 2 juin 2025 en région parisienne,,,,.